# Bukovački Antunovac
Bukovački Antunovac is een plaats in de gemeente Nova Bukovica in de Kroatische provincie Virovitica-Podravina. De plaats telt 308 inwoners (2001).